# Coenosia montana
Coenosia montana este o specie de muște din genul Coenosia, familia Muscidae, descrisă de Shinonaga în anul 2003. Conform Catalogue of Life specia Coenosia montana nu are subspecii cunoscute.